# Ja’akow Margi
Ja’akow Margi (hebr.: יעקב מרגי‬, ang.: Yakov Margi, Ya'akov Margi, ur. 18 listopada 1960 w Maroku) – izraelski polityk, w latach 2009–2013 minister spraw religijnych, od 2003 poseł do Knesetu. Od 2022 minister pracy i opieki społecznej.

## Życiorys
Urodził się 18 listopada 1960 w Maroku. W 1962 wyemigrował wraz z rodziną do Izraela. Służbę wojskową odbywał w oddziałach łączności.
W wyborach parlamentarnych w 2003 po raz pierwszy dostał się do izraelskiego parlamentu z listy Szas. W 2006 i 2009 roku uzyskiwał reelekcję. 31 marca 2009 wszedł w skład w drugiego rządu Binjamina Netanjahu jako minister spraw religijnych. Pozostał na stanowisku do końca kadencji – 31 marca 2013 roku. W wyborach w 2013, 2015 i kwietniu 2019 ponownie zdobywał mandat poselski.
29 grudnia 2022 został ministrem pracy i opieki społecznej w szóstym rządzie Binjamina Netanjahu. 

## Życie prywatne
Żonaty, ma dwoje dzieci, mieszka w moszawie Sede Cewi.